# Pipizella richterae
Pipizella richterae är en tvåvingeart som beskrevs av Kuznetzov 1990. Pipizella richterae ingår i släktet rotlusblomflugor, och familjen blomflugor.
Artens utbredningsområde är Mongoliet. Inga underarter finns listade i Catalogue of Life.